# Conduit (GNOME)
Conduit ist eine freie Software zum Datenabgleich für den GNOME-Desktop. Es erlaubt dem Nutzer, Daten aus verschiedenen Quellen (PCs, Online-Diensten oder anderen Geräten, wie beispielsweise Mobiltelefonen) zu synchronisieren.
Die Synchronisation erfolgt über eine Vielzahl von Schnittstellen. Diese können mit unterschiedlichen Datentypen (Text, Grafik, binär) umgehen und kann als Ein-Wege- oder Zwei-Wege-Synchronisation dienen.
So ist es möglich, Notizen aus Tomboy mit Google Notebook zu synchronisieren oder Daten zwischen zwei Computern auf einem einheitlichen Stand zu halten.

## Ziele
Durch Conduit soll es Benutzern ermöglicht werden, all ihre Informationen synchron zu halten – unabhängig wo diese gespeichert sind. Dies soll dadurch erreicht werden, dass Conduit lediglich als allgemeines Framework fungiert und somit die aktuellen Probleme beseitigt, dass vorhandene Synchronisierungslösungen meist nur für spezifische Geräte oder Webseiten funktionieren.

## Technischer Hintergrund
Conduit verfügt über eine Sammlung von Datenanbietern und -wandlern. Datenanbieter repräsentieren alle möglichen Ressourcen wie angeschlossene MP3-Player, Webseiten oder installierte Programme. Sie besitzen ein Dateiformat (z. B. Bild, Kontakt, Notiz) und sind entweder eine Quelle, eine Senke, oder beides. Wenn der Benutzer versucht, einen Datenanbieter als Quelle mit einem Datenanbieter als Senke zu verbinden, wird Conduit versuchen diese Datenverbindung unter Benutzung der verfügbaren Datenwandler herzustellen.  Es existiert eine Reihe grundlegender Datenformate, so dass eine Wandlung nur ein einziges Mal hergestellt werden muss und von allen Datenanbietern wiederverwendet werden kann, die die gleichen Datenformate nutzen.